# Президентские выборы в России (2000)
Досрочные выборы президента Российской Федерации 26 марта 2000 года были назначены Советом Федерации 5 января 2000 года в связи с отставкой Бориса Ельцина 31 декабря 1999 года (первоначально предполагалось, что они пройдут 4 июня 2000 года).
По оценкам политологов, социологических служб и средств массовой информации, наибольшими шансами на победу обладал Владимир Путин, назначенный в 1999 году председателем правительства и исполнявший после ухода Ельцина обязанности президента. Главная интрига заключалась в том, выиграет ли Путин в первом туре или потребуется проводить второй тур (повторное голосование).
Одновременно с выборами президента России проводились выборы глав четырёх субъектов Российской Федерации — Алтайского края, Мурманской области, Еврейской автономной области, Ханты-Мансийского автономного округа.

## Назначение выборов
Согласно Федеральному закону «О выборах Президента Российской Федерации» 1995 года, днем выборов должно было быть первое воскресенье после истечения конституционного срока, на который избран президент РФ, а исчисление этого срока начиналось со дня избрания. Если бы Б. Н. Ельцин отработал свой президентский срок до конца, то в соответствии с этим законом выборы президента РФ должны были быть назначены на 9 июля 2000 года, то есть на середину лета.
1 декабря 1999 года Государственная Дума приняла новый Федеральный закон «О выборах Президента Российской Федерации». Этот закон установил, что днем голосования на выборах является первое воскресенье месяца, в котором проводилось голосование на предыдущих общих выборах президента РФ. В соответствии с этим законом, выборы должны были быть назначены на 4 июня 2000 года, опять же в случае, если бы Ельцин отработал свой срок.
Но Ельцин подписал 31 декабря 1999 года закон о выборах президента и в тот же день ушел в отставку, передав на следующий день президентские полномочия председателю Правительства РФ В. В. Путину, которого он ещё в сентябре объявил своим преемником. В соответствии с Конституцией РФ и Федеральным законом «О выборах Президента Российской Федерации», досрочные выборы президента должны быть проведены в трёхмесячный срок.
5 января 2000 года Совет Федерации назначил выборы на 26 марта.

## Выдвижение кандидатов
За период с 14 января по 13 февраля 2000 года Центризбирком зарегистрировал 28 инициативных групп, выдвинувших кандидатов на должность президента. Ещё пять кандидатов были выдвинуты избирательными объединениями — Центризбирком зарегистрировал уполномоченных этих объединений. Времени для сбора подписей было немного — подписные листы нужно было сдать в Центризбирком не позднее 13 февраля. Правда, и необходимое число подписей из-за того, что выборы были досрочные, было сокращено вдвое — до 500 тысяч. Из 33 кандидатов, прошедших этап выдвижения, представить подписи смогли лишь 15.

## Зарегистрированные кандидаты на должность президента

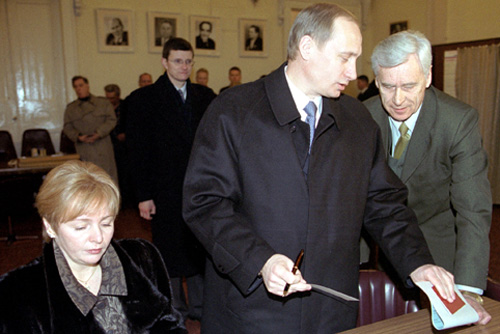
Владимир и Людмила Путины голосуют на выборах 26.03.2000

Центральной избирательной комиссией Российской Федерации были зарегистрированы 12 кандидатов:
1. Говорухин Станислав Сергеевич
2. Джабраилов Умар Алиевич
3. Жириновский Владимир Вольфович
4. Зюганов Геннадий Андреевич
5. Памфилова Элла Александровна
6. Подберёзкин Алексей Иванович
7. Путин Владимир Владимирович
8. Савостьянов Евгений Вадимович
9. Скуратов Юрий Ильич
10. Титов Константин Алексеевич
11. Тулеев Аман-гельды Молдагазыевич
12. Явлинский Григорий Алексеевич

Первым, 28 января, был зарегистрирован Зюганов. На следующий день Центризбирком зарегистрировал Подберезкина. 7 февраля регистрацию прошли Путин и Тулеев, 10 февраля — Титов, 15 февраля — Говорухин, Памфилова и Явлинский, 18 февраля — Джабраилов, Савостьянов и Скуратов. Жириновскому 15 февраля было отказано в регистрации. Суд первой инстанции он проиграл, и лишь 1 марта Кассационная коллегия Верховного Суда РФ отменила решение Центризбиркома. 2 марта Жириновский был зарегистрирован.
Жириновский и Памфилова были выдвинуты избирательными объединениями — ЛДПР и движением «За гражданское достоинство», соответственно. Остальные зарегистрированные кандидаты были выдвинуты инициативными группами избирателей.
После регистрации Савостьянов снял свою кандидатуру в пользу Явлинского, и в бюллетень было включено 11 кандидатов.

## Кампания Путина
Президентскую кампанию Владимира Путина разрабатывал Фонд эффективной политики Глеба Павловского.

Как пишет в своей книге «Это не пропаганда. Хроники мировой войны с реальностью» журналист и исследователь пропаганды Питер Померанцев, главной целью было «собрать воедино всех, кто считал себя брошенным в годы правления Ельцина, и убедить их в том, что сейчас — последний шанс одержать победу. Речь шла о совершенно разрозненных сегментах общества, которые в советские времена, скорее всего, оказались бы по разные стороны баррикад: учителя и сотрудники секретных служб, ученые и солдаты, — и Павловский связал их всех в одно „путинское большинство“»: 
Мы знали, что это будет большинство тех, кто не представлен в нынешней системе, то есть в ельцинской. Это те, кто проиграл. Что надо строить в основном из проигравших — они должны понять, что это их последний шанс выиграть. Второго не будет. А это была довольно обширная коалиция, между прочим. С одной стороны, в неё входила армия, недовольная и бедная, нищая, коррумпированная, с коррумпированным руководством. Это было и ФСБ, которое было фактически вынесено Ельциным за рамки государства. С другой стороны, это были наукограды, институты, вся наука. Это были врачи, учителя. Вот такая парадоксальная коалиция, которую надо было собрать вокруг какого-то нарратива.
Возглавлял предвыборный штаб Владимира Путина заместитель главы администрации президента Дмитрий Медведев. Основу штаба составляли коллеги Путина, члены инициативной группы кандидата, доверенные лица. Для организации связи с избирателями была открыта общественная приемная. Утром 20 марта, за неделю до выборов, и. о. президента Владимир Путин совершил перелёт из Краснодара в Чечню на учебно-боевом истребителе Су-27, что повысило его рейтинг. Объединение добровольцев — защитников Белого дома в августе 1991 года в поддержку демократических реформ «Отряд „Россия“» активно участвовало в сборе подписей по выдвижению В. В. Путина кандидатом на должность президента Российской Федерации. В течение восьми дней с 17 по 24 марта в поддержку избрания Путина было проведено 900 пикетов, где было роздано более ста тысяч экземпляров агитационной литературы.
14 марта 2000 года на совместном заседании фракции и координационного совета блока СПС был поставлен вопрос о президентских выборах и под давлением А. Чубайса было принято решение о поддержке кандидатуры В. Путина (из 7 членов КС «за» проголосовали 4 — А. Чубайс, С. Кириенко, Е. Гайдар, В. Некрутенко; К. Титов и Б. Немцов были против; И. Хакамада воздержалась).

## Результаты выборов

Результаты выборов по муниципальным образованиям

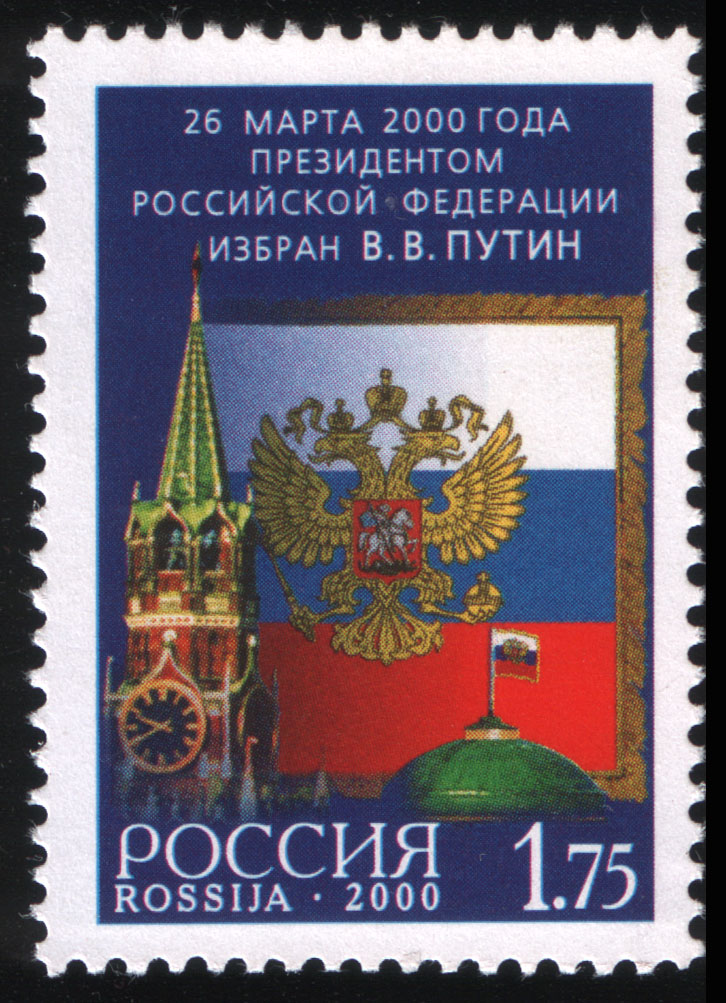
Избрание В. Путина президентом России (2000)

- Число избирателей, включённых в список — 109 372 046[11]
- Число бюллетеней, выданных на участке — 71 489 033
- Число бюллетеней, выданных вне участка — 3 505 373
- Число действительных бюллетеней — 74 369 773
- Общее число недействительных бюллетеней — 701 003

| Место                | Кандидаты                       | Голоса     | %      |
| -------------------- | ------------------------------- | ---------- | ------ |
| 1.                   | Путин, Владимир Владимирович    | 39 740 434 | 52,94  |
| 2.                   | Зюганов, Геннадий Андреевич     | 21 928 471 | 29,21  |
| 3.                   | Явлинский, Григорий Алексеевич  | 4 351 452  | 5,80   |
| 4.                   | Тулеев, Аман Гумирович          | 2 217 361  | 2,95   |
| 5.                   | Жириновский, Владимир Вольфович | 2 026 513  | 2,70   |
| 6.                   | Титов, Константин Алексеевич    | 1 107 269  | 1,47   |
| 7.                   | Памфилова, Элла Александровна   | 758 966    | 1,01   |
| 8.                   | Говорухин, Станислав Сергеевич  | 328 723    | 0,44   |
| 9.                   | Скуратов, Юрий Ильич            | 319 263    | 0,43   |
| 10.                  | Подберёзкин, Алексей Иванович   | 98 175     | 0,13   |
| 11.                  | Джабраилов, Умар Алиевич        | 78 498     | 0,10   |
| Против всех          | Против всех                     | 1 414 648  | 1,88   |
| Недействительны      | Недействительны                 | 701 003    | 0,93   |
| Всего (явка 68,70 %) | Всего (явка 68,70 %)            | 75 181 073 | 100,00 |

#### Сводная таблица результатов кандидатов в регионах
| Регион                              | Путин   | Зюганов | Явлинский | Жириновский | Против всех |
| ----------------------------------- | ------- | ------- | --------- | ----------- | ----------- |
| Республика Адыгея                   | 44,58 % | 44,62 % | 3,00 %    | 1,70 %      | 1,18 %      |
| Республика Алтай                    | 37,89 % | 42,72 % | 2,63 %    | 3,01 %      | 1,20 %      |
| Республика Башкортостан             | 60,34 % | 28,11 % | 3,21 %    | 1,51 %      | 1,00 %      |
| Республика Бурятия                  | 41,96 % | 40,53 % | 3,72 %    | 2,55 %      | 1,27 %      |
| Республика Дагестан                 | 76,62 % | 19,78 % | 0,42 %    | 0,38 %      | 0,26 %      |
| Республика Ингушетия                | 85,42 % | 4,63 %  | 4,45 %    | 0,29 %      | 0,62 %      |
| Кабардино-Балкарская Республика     | 74,72 % | 19,77 % | 1,57 %    | 0,48 %      | 0,61 %      |
| Республика Калмыкия                 | 56,38 % | 32,04 % | 1,77 %    | 1,23 %      | 0,95 %      |
| Карачаево-Черкесская Республика     | 56,27 % | 36,15 % | 1,92 %    | 1,09 %      | 1,01 %      |
| Республика Карелия                  | 64,20 % | 17,01 % | 7,44 %    | 3,39 %      | 1,84 %      |
| Республика Коми                     | 59,92 % | 21,76 % | 6,82 %    | 3,22 %      | 1,62 %      |
| Республика Марий Эл                 | 44,83 % | 40,24 % | 3,47 %    | 2,77 %      | 1,67 %      |
| Республика Мордовия                 | 59,86 % | 30,84 % | 1,36 %    | 2,03 %      | 0,83 %      |
| Республика Саха (Якутия)            | 52,46 % | 30,18 % | 4,38 %    | 2,98 %      | 1,72 %      |
| Республика Северная Осетия - Алания | 64,61 % | 28,51 % | 0,98 %    | 1,31 %      | 0,80 %      |
| Республика Татарстан                | 68,89 % | 20,57 % | 2,59 %    | 1,21 %      | 0,95 %      |
| Республика Тыва                     | 61,60 % | 27,75 % | 1,67 %    | 1,92 %      | 0,91 %      |
| Удмуртская Республика               | 61,06 % | 24,82 % | 2,81 %    | 2,96 %      | 1,27 %      |
| Республика Хакасия                  | 42,26 % | 36,55 % | 3,20 %    | 4,49 %      | 1,41 %      |
| Чеченская Республика                | 50,63 % | 22,76 % | 9,28 %    | 2,62 %      | 3,08 %      |
| Чувашская Республика                | 44,31 % | 42,80 % | 3,07 %    | 2,05 %      | 1,04 %      |
| Алтайский край                      | 44,77 % | 40,02 % | 3,57 %    | 3,99 %      | 1,09 %      |
| Краснодарский край                  | 51,50 % | 37,38 % | 3,42 %    | 2,11 %      | 1,22 %      |
| Красноярский край                   | 48,30 % | 32,85 % | 5,52 %    | 4,24 %      | 2,33 %      |
| Приморский край                     | 40,12 % | 36,36 % | 8,02 %    | 5,93 %      | 1,92 %      |
| Ставропольский край                 | 52,11 % | 36,52 % | 3,00 %    | 2,06 %      | 1,33 %      |
| Хабаровский край                    | 49,52 % | 28,07 % | 7,61 %    | 5,30 %      | 2,72 %      |
| Амурская область                    | 49,33 % | 33,54 % | 3,10 %    | 5,94 %      | 1,43 %      |
| Архангельская область               | 59,59 % | 20,25 % | 6,36 %    | 3,71 %      | 2,12 %      |
| Астраханская область                | 60,86 % | 26,77 % | 2,56 %    | 2,57 %      | 1,10 %      |
| Белгородская область                | 47,59 % | 39,70 % | 3,43 %    | 2,70 %      | 1,55 %      |
| Брянская область                    | 42,95 % | 45,99 % | 2,16 %    | 3,18 %      | 1,19 %      |
| Владимирская область                | 53,14 % | 30,68 % | 5,12 %    | 2,83 %      | 1,87 %      |
| Волгоградская область               | 53,50 % | 33,86 % | 3,81 %    | 2,32 %      | 1,32 %      |
| Вологодская область                 | 66,58 % | 19,11 % | 3,97 %    | 2,99 %      | 1,23 %      |
| Воронежская область                 | 56,75 % | 31,78 % | 2,84 %    | 2,99 %      | 1,41 %      |
| Ивановская область                  | 53,46 % | 29,72 % | 4,81 %    | 3,60 %      | 1,88 %      |
| Иркутская область                   | 50,08 % | 33,05 % | 5,06 %    | 3,91 %      | 1,70 %      |
| Калининградская область             | 60,16 % | 23,50 % | 6,25 %    | 3,65 %      | 1,51 %      |
| Калужская область                   | 50,99 % | 33,77 % | 5,58 %    | 2,25 %      | 1,88 %      |
| Камчатская область                  | 48,72 % | 28,17 % | 6,34 %    | 6,13 %      | 2,35 %      |
| Кемеровская область                 | 25,01 % | 14,93 % | 3,06 %    | 2,22 %      | 0,97 %      |
| Кировская область                   | 58,30 % | 27,54 % | 3,62 %    | 2,69 %      | 1,31 %      |
| Костромская область                 | 59,05 % | 25,70 % | 3,86 %    | 3,58 %      | 1,47 %      |
| Курганская область                  | 48,31 % | 36,39 % | 3,21 %    | 4,62 %      | 1,37 %      |
| Курская область                     | 50,17 % | 39,57 % | 2,39 %    | 2,33 %      | 1,02 %      |
| Ленинградская область               | 66,53 % | 19,05 % | 5,12 %    | 2,65 %      | 1,52 %      |
| Липецкая область                    | 40,86 % | 47,41 % | 3,09 %    | 2,27 %      | 1,71 %      |
| Магаданская область                 | 61,97 % | 22,53 % | 3,68 %    | 5,33 %      | 1,50 %      |
| Московская область                  | 48,01 % | 27,94 % | 10,27 %   | 2,23 %      | 3,72 %      |
| Мурманская область                  | 65,89 % | 15,72 % | 7,03 %    | 3,77 %      | 2,00 %      |
| Нижегородская область               | 53,59 % | 32,71 % | 4,01 %    | 2,51 %      | 1,89 %      |
| Новгородская область                | 64,73 % | 21,44 % | 5,27 %    | 2,52 %      | 1,43 %      |
| Новосибирская область               | 39,91 % | 38,23 % | 7,94 %    | 3,35 %      | 1,66 %      |
| Омская область                      | 38,14 % | 43,64 % | 6,65 %    | 3,32 %      | 2,06 %      |
| Оренбургская область                | 45,21 % | 42,50 % | 2,86 %    | 2,82 %      | 0,82 %      |
| Орловская область                   | 45,84 % | 44,61 % | 1,90 %    | 2,41 %      | 1,44 %      |
| Пензенская область                  | 49,35 % | 38,17 % | 3,31 %    | 2,46 %      | 1,35 %      |
| Пермская область                    | 60,78 % | 19,98 % | 7,30 %    | 3,47 %      | 1,81 %      |
| Псковская область                   | 62,55 % | 25,65 % | 2,70 %    | 2,69 %      | 1,05 %      |
| Ростовская область                  | 52,59 % | 32,93 % | 5,42 %    | 2,41 %      | 1,51 %      |
| Рязанская область                   | 48,64 % | 36,50 % | 4,11 %    | 2,49 %      | 1,76 %      |
| Самарская область                   | 41,05 % | 29,75 % | 2,81 %    | 1,76 %      | 1,18 %      |
| Саратовская область                 | 58,29 % | 28,28 % | 3,65 %    | 2,18 %      | 1,53 %      |
| Сахалинская область                 | 46,71 % | 30,80 % | 7,48 %    | 5,62 %      | 2,23 %      |
| Свердловская область                | 62,75 % | 17,21 % | 7,64 %    | 3,94 %      | 1,62 %      |
| Смоленская область                  | 52,49 % | 34,73 % | 3,30 %    | 3,03 %      | 1,41 %      |
| Тамбовская область                  | 48,14 % | 41,30 % | 2,61 %    | 2,25 %      | 1,19 %      |
| Тверская область                    | 57,65 % | 27,92 % | 4,56 %    | 2,59 %      | 1,51 %      |
| Томская область                     | 52,49 % | 25,27 % | 9,01 %    | 3,35 %      | 1,67 %      |
| Тульская область                    | 48,01 % | 36,56 % | 5,60 %    | 2,31 %      | 2,17 %      |
| Тюменская область                   | 54,20 % | 28,73 % | 4,96 %    | 4,60 %      | 1,39 %      |
| Ульяновская область                 | 47,60 % | 38,18 % | 2,90 %    | 2,46 %      | 1,15 %      |
| Челябинская область                 | 49,39 % | 32,05 % | 7,77 %    | 2,88 %      | 1,87 %      |
| Читинская область                   | 49,14 % | 35,48 % | 2,07 %    | 5,87 %      | 1,33 %      |
| Ярославская область                 | 63,78 % | 20,29 % | 4,86 %    | 2,91 %      | 1,71 %      |
| Москва                              | 46,26 % | 19,16 % | 18,56 %   | 1,58 %      | 5,92 %      |
| Санкт-Петербург                     | 62,42 % | 16,95 % | 10,58 %   | 1,87 %      | 2,48 %      |
| Еврейская автономная область        | 42,87 % | 39,73 % | 5,20 %    | 4,11 %      | 1,81 %      |
| Агинский Бурятский АО               | 62,80 % | 26,31 % | 1,28 %    | 2,80 %      | 0,60 %      |
| Коми-Пермяцкий АО                   | 70,12 % | 17,92 % | 1,89 %    | 4,02 %      | 1,09 %      |
| Корякский АО                        | 61,12 % | 20,11 % | 4,19 %    | 4,66 %      | 1,39 %      |
| Ненецкий АО                         | 59,49 % | 20,84 % | 5,05 %    | 4,50 %      | 2,29 %      |
| Таймырский (Долгано-Ненецкий) АО    | 64,70 % | 14,85 % | 5,90 %    | 4,28 %      | 1,75 %      |
| Усть-Ордынский Бурятский АО         | 56,80 % | 31,30 % | 1,27 %    | 2,54 %      | 0,56 %      |
| Ханты-Мансийский АО                 | 60,13 % | 22,13 % | 6,91 %    | 3,51 %      | 1,75 %      |
| Чукотский АО                        | 67,24 % | 15,33 % | 4,60 %    | 3,86 %      | 1,84 %      |
| Эвенкийский АО                      | 62,01 % | 21,30 % | 3,13 %    | 3,67 %      | 1,81 %      |
| Ямало-Ненецкий АО                   | 59,01 % | 20,57 % | 8,68 %    | 3,61 %      | 1,73 %      |

## Оценки выборов
Руководитель избирательного штаба Путина Дмитрий Медведев называл предварительные итоги выборов президента РФ «превосходными» и «абсолютно демократическими». Также Медведев подчеркнул, что все разговоры о том, что была бы желательней победа во втором туре, но с большим превосходством, исходят «от тех, кто ставил на другие силы».
Говоря об обвинениях, выдвинутых председателем ЦК КПРФ Геннадием Зюгановым, связанных с возможно имевшими место нарушениями в ходе голосования, Дмитрий Медведев отметил, что предвыборный штаб Путина не располагает фактами о существенных нарушениях. Эти заявления руководитель штаба назвал «заявлениями стороны, которая потерпела поражение».
Миссия наблюдателей ПАСЕ и ОБСЕ сочла, что «выборы, в целом соответствуя обязательствам страны как участника ОБСЕ и Совета Европы, проявили некоторые слабости. Важнейшие среди них — давление на средства массовой информации и сокращение внушающего доверия плюрализма». Комиссия Государственной думы провела визит в Дагестан, после которого её председатель Александр Салий опубликовал статью о предполагаемых фальсификациях.
По оценке российского политолога и аналитика Кирилла Рогова (2015), вступая на высший пост в государстве, Владимир Путин «отнюдь не выглядел классическим харизматиком»: «краеугольным камнем его имиджа стала решимость в „наведении порядка“ — сначала в Чечне, а затем и во всей России. В этом смысле он как бы являлся олицетворением стабилизирующей функции государства». При этом высокое доверие президенту Путину частично объясняется низким доверием к остальным общественным, политическим и государственным институтам (парламент, политические партии, разделение властей, независимый суд и пр.). Популярность Путина обеспечивала президентскому посту статус фактически единственного легитимного в глазах населения политического института. Доминирующую роль в устойчивой сверхпопулярности Путина сыграли экономические факторы: его высокий рейтинг в наибольшей степени объясняют изменения в оценке респондентами текущей экономической ситуации.
Уже в первые месяцы 2000 года рейтинг Путина достиг максимумов (свыше 80 % одобрявших его действия). Резкий взлёт рейтинга в этот период также отражал политическую компоненту рейтинга — к оценкам текущих экономических успехов добавлялись надежды респондентов, связанные с фигурой нового лидера.